# Първа космическа скорост
Първа космическа скорост е най-малката начална скорост, която е необходима за тяло, за да стане изкуствен спътник на друго небесно тяло, от което е изстреляно (за Земята V1=7,91 km/s).
Определя се по формулата: {\displaystyle V_{1}={\sqrt {\frac {GM}{r}}}}, където G е гравитационната константа, М е масата на Земята, r е разстоянието до центъра на Земята. Тяло може да стане спътник до земната повърхност със скорост 7,91 km/s (при липса на атмосфера). Първа космическа скорост е различна при различна височина. За всяко небесно тяло Първа космическа скорост е различна — например за Луната е 1,68 km/s.